# Hulcote (Northamptonshire)
Hulcote – przysiółek w Anglii, w Northamptonshire. Leży 1,4 km od miasta Towcester, 13 km od miasta Northampton i 92,2 km od Londynu. W 2009 miejscowość liczyła 70 mieszkańców. Hulcote jest wspomniana w Domesday Book (1086) jako Halecote/Hulecote.